# Roger Mayorga
Roger Mayorga   (Managua, 10 de juliol de 1946 - Managua, 5 d'octubre de 2019) és un exfutbolista nicaragüenc de la dècada de 1970.
Fou internacional amb la selecció de Nicaragua. Pel que fa a clubs, destacà a Flor de Caña FC, América de Cali, Águila i Aurora. També jugà a F.C. Motagua, on establí un rècord de 838 minuts sense rebre cap gol.